# Mauremys rivulata
Espèce
Synonymes
- Emys rivulata Valenciennes in Bory de Saint-Vincent, 1833
- Emys tristrami Gray, 1869
- Emys caspica arabica Gray, 1870
- Emys pannonica Gray 1870
- Clemmys caspica orientalis Bedriaga, 1881
- Clemmys caspica obsoleta Schreiber, 1912
- Clemmys caspica cretica Mertens, 1946

Mauremys rivulata est une espèce de tortues de la famille des Geoemydidae.

## Répartition

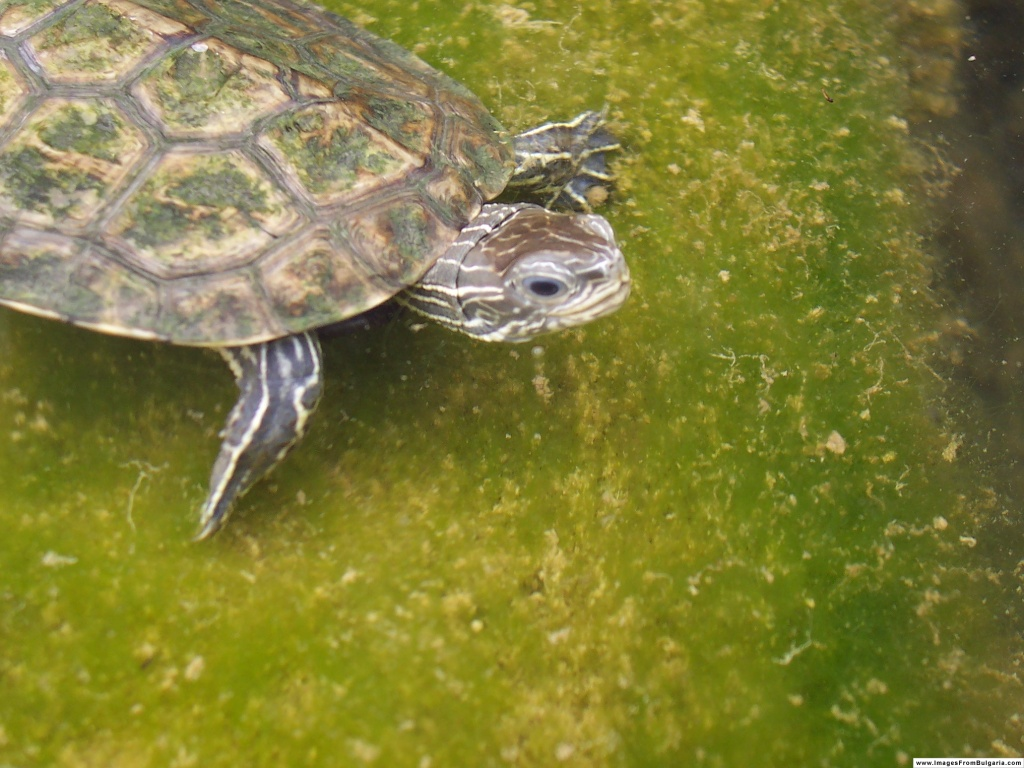

Cette espèce se rencontre en Albanie, en Bosnie-Herzégovine, en Bulgarie, en Croatie, à Chypre, en Grèce, en Israël, en Jordanie, au Liban, en Macédoine, au Monténégro, en Serbie, en Syrie, en Ukraine et en Turquie.

## Publication originale
- Valenciennes, 1833 : [Emys rivulata, Emys antiquorum] in Bory de Saint-Vincent, 1833 : Vertébrés à sang froid. Reptiles et poissons in Geoffroy Saint-Hilaire, 1833 : Expédition Scientifique de Morée, vol. 3, part. 1.